# The Friend I Once Had
The Friend I Once Had är Club 8:s andra studioalbum, utgivet 1998 på det amerikanska skivbolaget March Records. Skivan utgavs även i Japan samma år på Flavour of Sound Ltd. 1999 utgavs den i Sverige av Labrador med två bonuslåtar. 2000 återutgav Flavour of Sound skivan, denna gången med sex bonuslåtar. 2003 utgavs skivan av det sydkoreanska bolaget Chili Music med ytterligare en bonuslåt.

## Låtlista

### Ursprunglig låtlista
1. "Everlasting Love" - 2:36
2. "All I Can Do" - 2:35
3. "Someday" - 2:46
4. "I Wish You'd Stay" - 3:21
5. "Holiday" - 2:36
6. "The End of the Affair" - 2:47
7. "Summer Rain" - 2:47
8. "Calcutta" - 2:29
9. "Tomorrow Never Comes" - 2:21
10. "Better Days" - 2:02
11. "Karen" - 3:40
12. "Missing You" - 2:33

### 1999 års Labrador-version
1. "Everlasting Love" - 2:36
2. "All I Can Do" - 2:35
3. "Someday" - 2:46
4. "I Wish You'd Stay" - 3:21
5. "Holiday" - 2:36
6. "The End of the Affair" - 2:47
7. "Summer Rain" - 2:47
8. "Calcutta" - 2:29
9. "Tomorrow Never Comes" - 2:21
10. "Better Days" - 2:02
11. "Karen" - 3:40
12. "Missing You" - 2:33
13. "The Best of Seasons" - 2:43
14. "My Heart Won't Break" - 2:18

### 2000 års Flavour of Sound Ltd.-version
1. "Everlasting Love" - 2:36
2. "All I Can Do" - 2:35
3. "Someday" - 2:46
4. "I Wish You'd Stay" - 3:21
5. "Holiday" - 2:36
6. "The End of the Affair" - 2:47
7. "Summer Rain" - 2:47
8. "Calcutta" - 2:29
9. "Tomorrow Never Comes" - 2:21
10. "Better Days" - 2:02
11. "Karen" - 3:40
12. "Missing You" - 2:33
13. "Missing You (Euro Disco Mix)" - 3:18
14. "My Heart Won't Break" - 2:18
15. "The Best of Seasons" - 2:43
16. "Missing You (Making Love to a Machine Mix)" - 9:46
17. "My Heart Won't Break (Minty Cut Mix)" - 3:38
18. "The Friend I Once Had" - 2:47

### 2003 års Chili Music-version
1. "Everlasting Love" - 2:36
2. "All I Can Do" - 2:35
3. "Someday" - 2:46
4. "I Wish You'd Stay" - 3:21
5. "Holiday" - 2:36
6. "The End of the Affair" - 2:47
7. "Summer Rain" - 2:47
8. "Calcutta" - 2:29
9. "Tomorrow Never Comes" - 2:21
10. "Better Days" - 2:02
11. "Karen" - 3:40
12. "Missing You" - 2:33
13. "Missing You (Euro Disco Mix)" - 3:18
14. "My Heart Won't Break" - 2:18
15. "The Best of Seasons" - 2:43
16. "Missing You (Making Love to a Machine Mix)" - 9:46
17. "My Heart Won't Break (Minty Cut Mix)" - 3:38
18. "The Friend I Once Had" - 2:47
19. "You & Me" - 1:55

## Personal
- Johan Angergård - sång, producent, instrumentalist
- Måns Katsler - trummor (spår 7)
- Karolina Komstedt - sång
- Lukas Möllersten - artwork
- Martin Permer - producent (spår 4, 7, 11-12)
- Stins Svensson - fotografi
- Martin Sventorp - tekniker, keyboards

### Fotnoter
1. ↑  ”The Friend I Once Had”. Discogs.com. http://www.discogs.com/Club-8-The-Friend-I-Once-Had/release/2067698. Läst 12 april 2012.